# Digressões de Rihanna

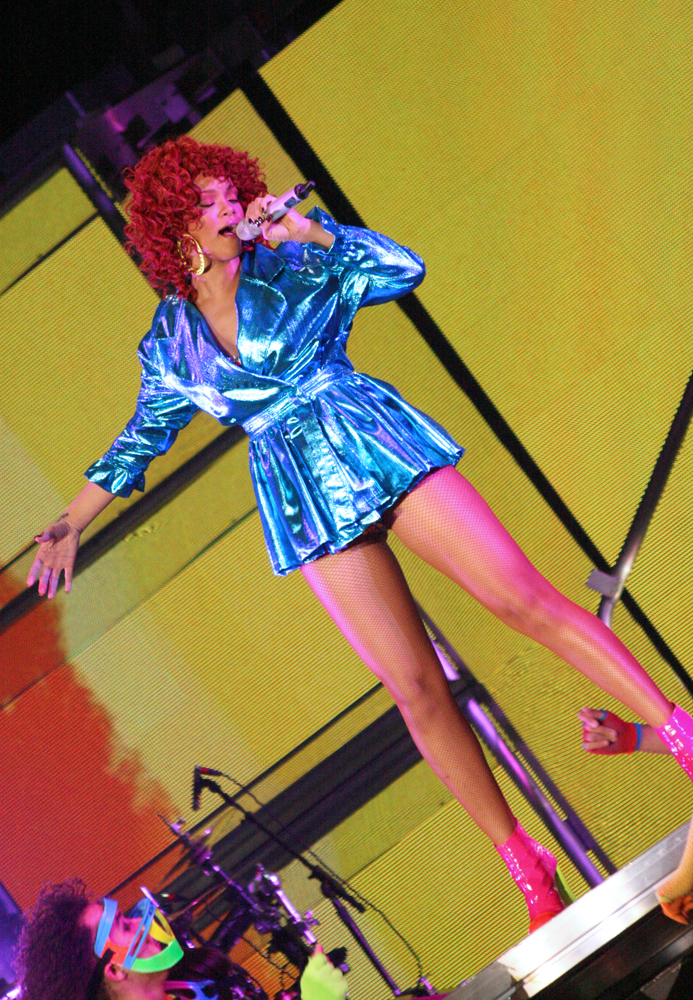
Rihanna numa das suas actuações na The Loud Tour. Tornou-se a sua digressão mundial com maior adesão por parte do público, arrecadando um total de 90 milhões de dólares, com duração de seis meses.

A cantora barbadense Rihanna embarcou em quatro digressões mundiais a solo, uma promocional e outra apenas no Norte da América, além de ter participado em duas como acto de abertura e realizado um concerto especial de beneficência. A sua primeira tournée decorreu apenas em território norte-americano, decorrendo entre Junho e Setembro de 2006, para a promoção do segundo álbum de estúdio da artista, A Girl like Me. Em Novembro do mesmo ano, a banda Pussycat Dolls convidou a jovem para acto de abertura na PCD World Tour em países europeus. The Good Girl Gone Bad Tour foi a primeira grande digressão de Rihanna, planeada e desenvolvida após o lançamento de Good Girl Gone Bad que devido ao bom desenvolvimento de vendas culminou na realização da primeira viagem mundial. Consistiu em nove partes ao redor do globo, entre Setembro de 2007 e Janeiro de 2009, arrecadando um total de 15 milhões de dólares. Numa das paragens desta, além de actuar num concerto filantrópico, Kanye West convidou a cantora para acto da abertura da sua Glow in the Dark Tour, no entanto numa das últimas partes de actuação, Rihanna teve de abandonar a digressão por questões de agenda. 
Para promover o seu quarto disco de originais, Rated R, Simon Henwood participou no processo criativo da Last Girl on Earth Tour, dividida em quatro partes com duração de onze meses entre 2010 e 2011. Esta segunda grande digressão foi bastante aclamada pela crítica devido ao facto de revelar um nível de produção diferente das anteriores. Para a produção de palco, foi concebido vários televisores LCD para exibir imagens promocionais do espectáculo, um carro antigo remodelado, um tanque de guerra cor-de-rosa, vários manequins, câmaras de filmar alteradas, entre outros utensílios, todos alusivos a cada canção interpretada. O tema descrito em cada concerto, revelava os sonhos e desejos de uma última rapariga na Terra. O alinhamento musical consistiu em músicas de Rated R, entre algumas retiradas de álbuns anteriores, como "Don't Stop the Music", "Disturbia", "Umbrella", entre outras. Mundialmente, o espectáculo conseguiu lucrar 20 milhões de dólares. 
No início de 2011, antes da fase australiana da Last Girl on Earth Tour, a cantora revelou que estava em fase de preparação a The Loud Tour que seria criada para promover o seu quinto disco, Loud. Consistiu em quatro fases, nos Estados Unidos, Brasil e Europa, sendo que no Reino Unido devido à grande adesão do público, a Def Jam teve prolongar a tournée mais que uma vez. A cantora agendou dez concertos na Arena O2, quebrando o recorde por uma artista a solo a realizar mais espectáculos na arena. Com término em Dezembro de 2011, foi a digressão que mais lucrou da cantora, com 90 milhões de dólares americanos em receitas de 78 em 99 concertos. Em 2012, a fim de promover o seu sétimo álbum de estúdio Unapologetic, a cantora embarcou numa mini-digressão promocional intitulada 777 Tour, que teve início a 14 de Novembro de 2012 e término a 20 do mesmo mês. O conceito passou por realizar sete concertos em sete cidades e países diferentes na América do Norte e Europa.

## Digressões individuais
| Ano(s) | Título                        | Duração                                                                                           | Número de actuações |
| --- | ----------------------------- | ------------------------------------------------------------------------------------------------- | ------------------- |
| 2006 | Rihanna: Live in Concert Tour | 30 de Junho de 2006 – 29 de Setembro de 2006 (Norte da América)                                   | 36                  |
| Foi a primeira digressão de Rihanna, apenas em território norte-americano. A cantora revelou que estava bastante "contente" com a sua primeira tournée, que estava a ser preparado "algo muito grande e novo" agregando "novas experiências e novos modelos de concertos" para fugir à rotina de outras performances. Ciara e Sean Paul foram alguns dos nomes que fizeram a abertura desta série de concertos. |                               |                                                                                                   |                     |
| 2007-2009 | The Good Girl Gone Bad Tour   | 15 de Setembro de 2007 – 24 de Janeiro de 2009 (África, Ásia, Europa, Norte da América e Oceânia) | 80                  |
| A cantora embarcou no final do ano de 2007 na sua primeira digressão mundial, em suporte do disco Good Girl Gone Bad. Akon foi seleccionado para abrir os concertos no Canadá e Estados Unidos, enquanto que Ciara pela segunda vez abria na Europa, em conjunto com David Jordan. Chris Brown colaborou durante a fase na Oceânia. O concerto consistiu em várias alterações de vestuário, embora tenham sido feitas várias alterações nas diversas fases. A lista original incluía quinze canções, com uma versão da música "Is This Love" de Bob Marley. Os críticos atribuíram revisões mistas à tournée. A 17 de Junho de 2008, Good Girl Gone Bad Live foi lançado com gravações de um dos espectáculos com mais adesão pelo público, lucrando ainda 15 milhões de dólares americanos. |                               |                                                                                                   |                     |
| 2010-2011 | Last Girl on Earth Tour       | 16 de Abril de 2010 – 12 de Março de 2011 (Ásia, Europa, Norte da América e Oceânia)              | 73                  |
| O evento foi anunciado oficialmente a 9 de Dezembro de 2009, durante as gravações do vídeo musical de "Hard". Rihanna anunciou algumas datas para a parte europeia no seu sítio oficial. A cantora e compositora britânica Pixie Lott foi seleccionada para abrir os concertos no Reino Unido, juntamente com Tinchy Stryder e Tinie Tempah. Em entrevista à MTV, a cantora afirmou: "Foram… saindo ideias diferentes e coisas interessantes que podemos fazer. Coisas que nunca vimos antes, mais ousadas - mas agora é quando realmente começam os ensaios e entramos no âmago da questão e dos detalhes", descreveu ainda a tournée como "ousada". A cantora continuou a afirmar que os espectadores "podem esperar algumas surpresas sexy quando for para o Reino Unido. Vou sair em digressão, esperando trazer até ao Reino Unido alguns festivais". Foram realizados quatro segmentos, em que cada um deles incluía um vídeo de interlúdio, em que o primeiro demonstrava os sonhos da última rapariga à face da terra, cujo música de fundo era "Mad House", e foram sete as indumentárias diferentes. Ao longo de todo o evento, os cenários iriam mudando em conjunto com o aparecimento de dançarinos e outros elementos produtivos. A bateria e a guitarra foram dois instrumentos presentes durante as performances, sendo que artista teve aulas antes do início da digressão. Os críticos contemporâneos descreveram o evento como uma entrada no "mundo de Rihanna", realçando a afirmação de uma enorme evolução comparando ao ano em que "Pon de Replay" foi lançado em 2005, no início da carreira. |                               |                                                                                                   |                     |
| 2011 | The Loud Tour                 | 4 de Junho de 2011 – 22 de Dezembro de 2011 (Brasil, Europa, Norte da América)                    | 98                  |
| A terceira digressão mundial de Rihanna decorreu em 2011, com término Dezembro. Cee Lo Green esteve presente como acto de abertura no Norte da América. A revista norte-americana Billboard revelou que a cantora tinha falado sobre a digressão pela primeira vez a 9 de Fevereiro de 2011, dizendo que "Estamos a criar uma digressão incrível. Eu estou animada para fazer-me à estrada e partilhar a minha nova música deste álbum". Nós vamos passar um tempo maravilhoso, e eu sei que meus fãs estão prontos para fazer barulho!" Na passadeira vermelha da cerimónia Grammy Awards, a cantora confidenciou com Ryan Seacrest que "a digressão comecaria a Junho nos Estados Unidos. É a era "Loud", será fabuloso, novas cores, novos palcos e novos concertos…" Devido à fenomenal aderência do público, a cantora teve de adicionar mais datas à digressão algumas vezes. O sítio Pollstar divulgou as vinte cinco digressões mais lucrativas de 2011, e a The Loud Tour ocupou a 7.ª posição com 90 milhões de dólares arrecadados, superando a turné anterior. |                               |                                                                                                   |                     |
| 2013 | Diamonds World Tour           | 8 de Março de 2013 – 15 de Novembro de 2013 (África, Ásia, Europa, Norte da América, Oceania)     | 94                  |
| A quarta digressão mundial da cantora para promover o seu sétimo álbum de estúdio, Unapologetic. O evento foi anunciado a 7 de Setembro de 2012, um dia após a artista vencer o prémio Video of the Year na cerimónia MTV Video Music Awards com "We Found Love". A fase norte-americana da turné começou a 8 de Março de 2013 em Buffalo na arena First Niagara Center, com final planeado para 14 de Novembro do mesmo ano em Houston. A venda de bilhetes para o evento começaram a 14 de Setembro de 2012. Em Novembro de 2011, foram reveladas as datas da parte europeia do espectáculo, com paragens em cidades como Alemanha, França e Portugal, com início a 26 de Maio de 2013 e término em precisamente dois meses depois. |                               |                                                                                                   |                     |

## Promocionais
| Ano(s) | Título   | Duração                                                                     | Número de actuações |
| --- | -------- | --------------------------------------------------------------------------- | ------------------- |
| 2012 | 777 Tour | 14 de Novembro de 2012 – 20 de Novembro de 2012 (Europa e Norte da América) | 7                   |
| No final do mês de Outubro de 2012, foi confirmado que Rihanna iria embarcar numa digressão promocional intitulada 777 Tour, que teria início a 14 de Novembro de 2012 e término a 20 do mesmo mês. O conceito passou por realizar sete concertos em sete cidades e países diferentes na América do Norte e Europa, a fim de promover a edição de Unapologetic. A turné consistiu na presença de um grupo de fãs e 150 jornalistas a representar 82 países a bordo de um Boeing 777 de arena em arena, com a companhia da própria artista. |          |                                                                             |                     |

## Actos de abertura
| Ano(s) | Título                | Duração                                                                                                | Número de actuações |
| --- | --------------------- | --- | ------------------- |
| 2006-2007 | PCD World Tour        | 36 de Julho de 2006 – 6 de Fevereiro de 2007 (Europa e Norte da América)                               | 24                  |
| A cantora actuou em apenas algumas cidades da Europa, sendo o acto de abertura da banda feminina, Pussycat Dolls. Rihanna actuou junto do grupo no Reino Unido, a 26, 28 e 30 de Novembro e 1 de Dezembro de 2006. |                       | |                     |
| 2008 | Glow in the Dark Tour | 16 de Abril de 2008 – 7 de Dezembro de 2008 (América Latina, Ásia, Europa, Norte da América e Oceânia) | 61                  |
| Foi uma digressão mundial do cantor Kanye West, que incluiu as participações de Rihanna, Lupe Fiasco, N.E.R.D e Nas, entre outras participações especiais e surpresa de artistas como, Girls Aloud, Gnarls Barkley e Jay-Z. Chris Brown também fez algumas aparições em alguns dos concertos, para cantar com Rihanna, a remistura do single "Umbrella", e como dançarino com os N.E.R.D., em países diferentes. |                       | |                     |

## Outros concertos
| Ano | Título             | Duração                                                     | Número de actuações |
| --- | ------------------ | ----------------------------------------------------------- | ------------------- |
| 2008 | A Girl's Night Out | 26 de Março de 2008 – 9 de Abril de 2008 (Norte da América) | 3                   |
| Esta série de concertos pela cantora Rihanna beneficiou a sua fundação The Believe Foundation. As actuações foram feitas gratuitamente para o público. Os patrocinadores doaram o dinheiro necessário para cuidados médicos, material escolar e brinquedos para crianças carentes. |                    |                                                             |                     |